# Liste der Monuments historiques in Saint-Avold
Die Liste der Monuments historiques in Saint-Avold führt die Monuments historiques in der französischen Stadt Saint-Avold auf.

## Liste der Bauwerke
| Bezeichnung                    | Beschreibung                                                         | Standort                                | Kennzeichnung | Schutzstatus   | Datum     | Bild           |
| ------------------------------ | -------------------------------------------------------------------- | --------------------------------------- | ------------- | -------------- | --------- | -------------- |
| Wohnhaus                       | Ecknische für Madonnenskulptur, 15. Jahrhundert                      | 38 rue Poincaré (Lage)                  | PA00106986    | Inscrit        | 1937      |                |
| Mine Bleiberg                  | ehemalige Bleimine, mittelalterlich, bis ins 19. Jahrhundert genutzt | südlich der Stadt (Lage)                | PA00125540    | Inscrit        | 1993      |                |
| Abteikirche St-Nabor           | 16. bis 18. Jahrhundert                                              | Rue du Général-de-Gaulle (Lage)         | PA00106983    | Classé Inscrit | 1923 1930 | weitere Bilder |
| Grube Sainte-Fontaine          | Förderturm, erbaut 1954                                              | nordwestlich von Freyming (Lage)        | PA00107075    | Inscrit        | 1992      | weitere Bilder |
| Kapelle der Comtes de Créhange | nach 1574 erbaut                                                     | 45 rue Hirschauer (Lage)                | PA00106981    | Classé         | 1985      | weitere Bilder |
| Kapelle Ste-Trinité            | vom Anfang des 18. Jahrhunderts                                      | Rue Georges Clemenceau (Lage)           | PA57000012    | Inscrit        | 1997      | weitere Bilder |
| Hôtel particulier              | bezeichnet 1723                                                      | 36, 38 rue du Général-Hirschauer (Lage) | PA00106985    | Inscrit        | 1937      |                |
| Kapelle Ste-Croix              | ab dem 15. Jahrhundert                                               | Rue du Général-Mangin (Lage)            | PA00106982    | Inscrit        | 1980      | weitere Bilder |
| Brunnen                        | bezeichnet 1714                                                      | 38 rue Poincaré (Lage)                  | PA00106984    | Inscrit        | 1937      |                |

## Liste der Objekte
| Bezeichnung                              | Beschreibung | Standort                                              | Kennzeichnung | Schutzstatus | Datum | Bild |
| ---------------------------------------- | --- | ----------------------------------------------------- | ------------- | ------------ | ----- | ---- |
| Vier Gemälde Leben des heiligen Nikolaus | Ölfarbe auf Leinwand, maroufliert, nach 1905                                                                              | in der Abteikirche St-Nabor (Lage)                    | PM57000322    | Classé       | 1982  |      |
| Pietà                                    | Stein, 17. Jahrhundert; zugehörig PM57000634 bis PM57000638                                                               | außen an der Kapelle Ste-Croix (Lage)                 | PM57000325    | Classé       | 1982  |      |
| Kreuzwegstation Jesus vor Pilatus        | Sandstein, 1661 | außen an der Kapelle Sainte-Croix (Lage)              | PM57000634    | Classé       | 1982  |      |
| Kreuzwegstation Geiselung                | Sandstein, 1661 | außen an der Kapelle Ste-Croix (Lage)                 | PM57000635    | Classé       | 1982  |      |
| Kreuzwegstation Dornenkrönung            | Sandstein, 1661 | außen an der Kapelle Ste-Croix (Lage)                 | PM57000636    | Classé       | 1982  |      |
| Kreuzwegstation Ecce homo                | Sandstein, 1661 | außen an der Kapelle Ste-Croix (Lage)                 | PM57000637    | Classé       | 1982  |      |
| Kreuzwegstation Jesus und Veronika       | Sandstein, 1661 | außen an der Kapelle Ste-Croix (Lage)                 | PM57000638    | Classé       | 1982  |      |
| Orgel                                    | Haupteintrag für PM57000319                                                                                               | in der Abteikirche St-Nabor (Lage)                    | PM57000754    | Classé       | 1982  |      |
| Orgelempore und -prospekt                | Prospekt 1770 von Joseph Gounin gebaut, Empore 1909 von Théophile Klem                                                    | in der Abteikirche St-Nabor (Lage)                    | PM57000319    | Classé       | 1982  |      |
| Skulptur Heilige Elisabeth von Thüringen | 18. Jahrhundert | im katholischen Pfarrhaus (Lage)                      | PM57000910    | Inscrit      | 1996  |      |
| Skulptur Madonna                         | Kalkstein, um 1768 von Pierre-François Le Roy als Allegorie Frankreichs für die Kathedrale in Metz; seit 1898 in St-Avold | außen an der Basilika Notre-Dame-de-Bonsecours (Lage) | PM57001005    | Inscrit      | 1990  |      |
| Orgel                                    | Ensemble aus PM57000752 und PM57000753                                                                                    | in der protestantischen Kirche (Lage)                 | PM57000751    | Classé       | 2001  |      |
| Orgelprospekt                            | 1889 von Voit & Söhne gebaut                                                                                              | in der protestantischen Kirche (Lage)                 | PM57000753    | Classé       | 2001  |      |
| Instrumentalteil der Orgel               | 1889 von Voit & Söhne gebaut                                                                                              | in der protestantischen Kirche (Lage)                 | PM57000752    | Classé       | 2001  |      |
| Ausstattung der Sakristei                | Wandvertäfelung und Schränke; Eichenholz, zweite Hälfte des 18. Jahrhunderts                                              | in der Abteikirche St-Nabor (Lage)                    | PM57000321    | Classé       | 1982  |      |
| Gemälde Mariä Himmelfahrt                | Ölfarbe auf Leinwand, 18. Jahrhundert                                                                                     | in der Abteikirche St-Nabor (Lage)                    | PM57000639    | Classé       | 1979  |      |
| Skulptur Allegorie der Religion          | Kalkstein, um 1768 von Pierre-François Le Roy für die Kathedrale in Metz; seit 1898 in St-Avold                           | außen an der Abteikirche St-Nabor (Lage)              | PM57001006    | Inscrit      | 1990  |      |
| Skulptur Heiliger Nikolaus               | Holz, farbig gefasst, Ende des 18. Jahrhunderts                                                                           | in der Abteikirche St-Nabor (Lage)                    | PM57000824    | Inscrit      | 2010  |      |
| Kreuzigungsgruppe                        | Nussbaumholz, farbig gefasst, Anfang des 16. Jahrhunderts, nachträglich bezeichnet 1624                                   | in der Abteikirche St-Nabor (Lage)                    | PM57000320    | Classé       | 1982  |      |
| Kirchenfenster Kreuzigungsgruppe         | Ende des 19. Jahrhunderts                                                                                                 | in der Abteikirche St-Nabor (Lage)                    | PM57000323    | Classé       | 1982  |      |
| Wandvertäfelung und Chorgestühl          | Holz, 18. Jahrhundert | in der Abteikirche St-Nabor (Lage)                    | PM57000317    | Classé       | 1923  |      |
| Marienretabel                            | Stein, 15. Jahrhundert | in der Abteikirche St-Nabor (Lage)                    | PM57000318    | Classé       | 1923  |      |
| Kreuzigungsgruppe                        | Stein, 17. und 18. Jahrhundert, zwei Skulpturen Christoph Melling zugeschrieben                                           | außen an der Kapelle Ste-Croix (Lage)                 | PM57000324    | Classé       | 1982  |      |
| Skulpturengruppe Grablegung              | Sandstein, farbig gefasst, um 1500                                                                                        | in der Abteikirche St-Nabor (Lage)                    | PM57000706    | Classé       | 2008  |      |